# 科学怪人 (X档案)
《科学怪人》（英語：The Post-Modern Prometheus）又译《后现代普罗米修斯》，是美国科幻电视剧《X档案》第五季的第五集，于1997年11月30日通过福克斯电视网在美国首播。节目由剧集主创人克里斯·卡特编剧并执导，属“每周怪物”系列作品，同主线剧情的层层谜团没有联系。本集首播的尼尔森家庭收视比率为11.5，观众人数约有1868万。《科学怪人》在1998年黄金时段艾美奖角逐中获七项提名，最终有一项获奖。剧集得到评论界的普遍好评，部分评论家认为节目堪称经典，另有评论认为本集是《档案》第五季最出彩的独立剧集。
联邦调查局特工福克斯·穆德（大卫·杜考夫尼饰）和丹娜·斯嘉丽（吉莲·安德森饰）受命调查人称“档案”的悬案，这些案件大多同超自然现象有关。穆德相信有超自然现象存在，但斯嘉丽对此抱怀疑态度，希望能证明实情并非如此，但两人依然结成深厚的友谊。在这一集里，两名特工得知某神秘生物导致中年妇女怀孕的消息后前去调查，发现一个绰号“穆塔托”的怪物，这个怪物是某个类似弗兰肯斯坦的博士通过遗传技术创造。穆塔托起初受到所在社区的排斥，但之后还是得以融入。
卡特在剧本创作中大量借鉴玛丽·雪莱的《科学怪人》原著小说，还受到詹姆斯·惠尔1931年同名改编电影的显著影响。他本希望歌手雪儿和女演员萝珊妮·巴尔能够参加演出，剧本也是专门为此编写，但两人在拍摄期间都未腾出档期。谈话节目主持人杰里·斯普林格以真实身份客串出镜，扮演穆塔托的克里斯·欧文斯每次要花数小时化妆并穿戴假肢，之后他还在《档案》其他剧集扮演联邦调查局特工杰弗里·斯彭德。剧集采用黑白镜头摄制，天空背景的制作手段同老版《科学怪人》电影类似。

## 剧情
剧情以漫画书情境开场，喻示整集剧情都属于漫画书中的情节：联邦调查局特工福克斯·穆德（Fox Mulder，大卫·杜考夫尼饰）收到单身母亲谢尼·贝尔科维奇（Shaineh Berkowitz，帕蒂·蒂耶斯饰）来信，称她曾于18年前在失去意识的情况下神秘怀上身孕，生下儿子伊兹（Izzy，斯图尔特·盖尔饰）。如今她又受到无法解释的类似攻击，随后再度怀孕。谢尼经《杰瑞·斯布林格秀》得知穆德在超自然现象领域颇有见识，希望他前来调查。穆德同搭档丹娜·斯嘉丽（Dana Scully，吉莲·安德森饰）来到印第安纳州阿尔比恩乡间。两人见到谢尼和伊兹母子，得知攻击她的怪物头上到处都是肿块，还有两张嘴，与伊兹创作的漫画人物很像。伊兹创作的漫画角色叫“穆塔托”（The Great Mutato），据称当地有许多人看过这只怪物。伊兹和朋友带两名特工来到林中，众人从远处看到穆塔托（克里斯·欧文斯饰）。
众人遇到一名老人，老人非常愤怒地告诉他们，这里根本就没有什么怪物，叫他们去找他儿子弗朗西斯·波里道利博士（Francis Pollidori，约翰·奥赫利饰）。波里道利是遗传学博士，他向众人展示自己用果蝇开展的同源异形基因实验研究，展示的照片里有一张是苍蝇嘴里生出很多条腿。博士还对特工表示，从理论上来说，人类身上也能做同类实验。穆德随后向斯嘉丽表示，波里道利博士就像现代版维克多·弗兰肯斯坦（Victor Frankenstein），穆塔托应该就是他的创造。不久，波里道利博士的夫人伊丽莎白（Elizabeth，米里安·史密斯饰）遇袭，情状同谢尼相同。穆德和斯嘉丽在案发现场发现用于麻醉动物的农药化学残留，线索指向波里道利博士以务农为生的父亲。博士愤怒地冲进父亲家里对质并将其杀害。博士离去后，同老波里道利生活在一起的穆塔托出现，流着眼泪把老人的尸体埋进谷仓。
穆德和斯嘉丽来到老波里道利家中，找到一座浅坟和死者生前同穆塔托一起拍的照片。与此同时，波里道利博士带领镇上暴民前来，声称老人是被怪物杀害，要求两名特工交出凶手。众人上楼四下寻找，穆德和斯嘉丽则发现穆塔托躲在地下室。有人意外导致谷仓起火，混乱之中，暴民发现两名特工是在保护藏身地下室的怪物。穆塔托告诉众人，博士在25年前通过遗传学实验把他创造出来，是博士的父亲救了他，为他提供一日三餐和遮风挡雨之地，但却一直对没法为他找来朋友或伴侣感到自责。老人还试图效仿儿子的实验，用农场牲畜制造杂交种。穆塔托也曾请求博士为他创造女伴，但博士不肯，说穆塔托的诞生只是他当年一时糊涂。镇民终于明白，穆塔托不是什么怪物，波里道利博士随即因谋杀父亲被捕。
穆德觉得穆塔托没有伴侣的剧情安排有欠公正，于是要求作者伊兹给个说法。接下来的镜头天马行空，有可能只是出于想象：穆德和斯嘉丽决定自行帮助穆塔托，带着他和镇民一起去看雪儿的演唱会。剧集最后一个镜头是穆德和斯嘉丽共舞，然后缓慢转回片头时的漫画书情境。:72–84

## 制作

### 构想

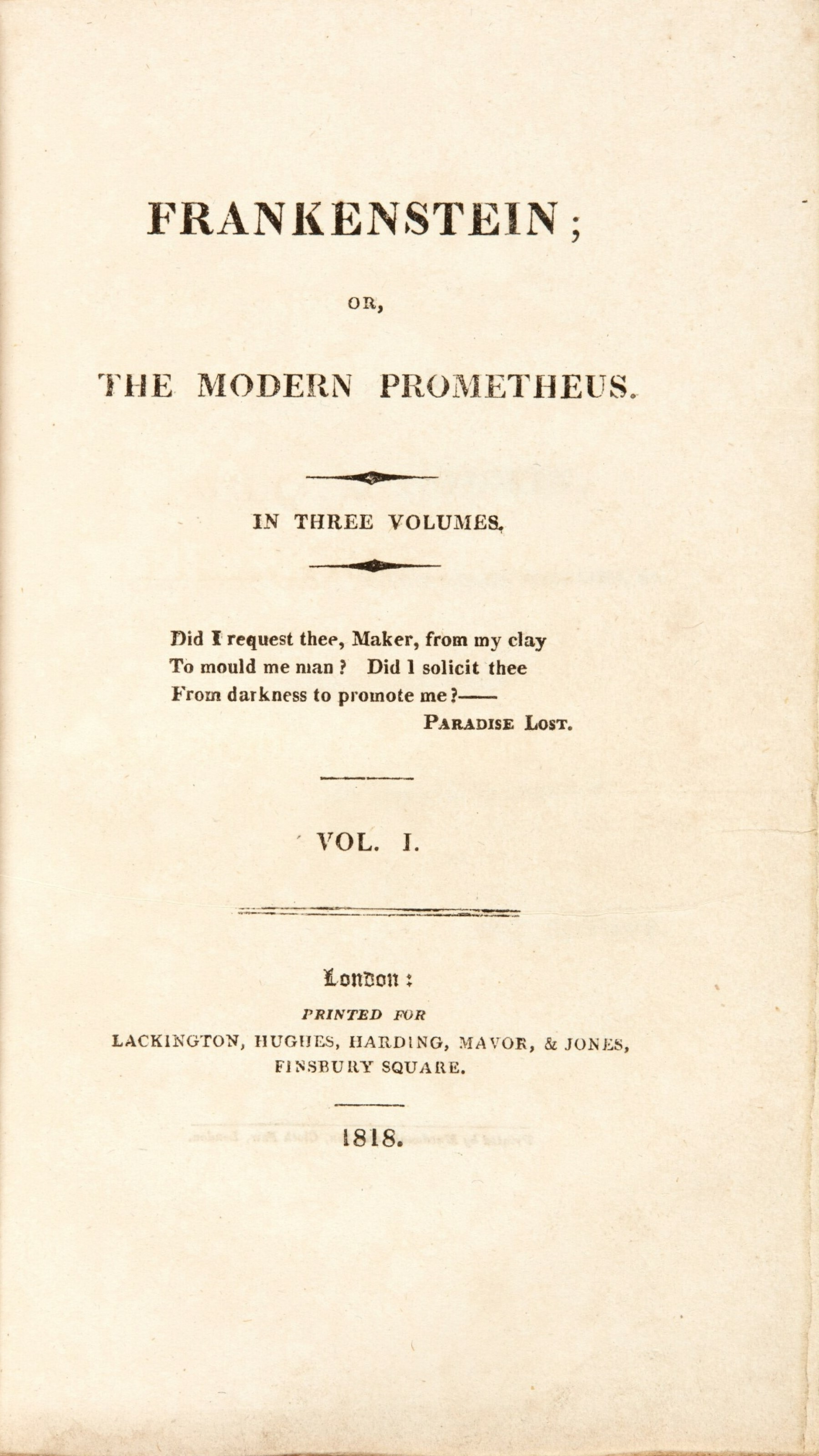
玛丽·雪莱的小说《科学怪人》对本集剧情有很大影响

据《X档案》主创人克里斯·卡特表示，节目制作进入第五季后，“我们知道总要制作一些围绕神化展开、情节非常戏剧化的剧集，但我们也希望能用离奇的剧情来让这季变得更轻快。”他想要制作以《科学怪人》为灵感来源的剧集，但却感觉玛丽·雪莱创作的故事太天马行空，与《档案》的风格不符。为了达成目标，他在剧本中模糊现实世界同《档案》虚构世界的界限，同时加入独特的幻想元素。:84–85卡特将雪莱的原作情节与童话和民间传说元素结合，为了让节目更“感人”，他还在剧中呼应詹姆斯·惠尔1931年同名改编电影的细节:84–85。卡特在回忆这段创作历程时表示：“借着现代科技手段帮助，我采用旧式的黑白镜头风格，以及詹姆斯·惠尔拍摄科幻片的传统视角，最终完成这样一个渴望爱与被爱的怪物的故事。”
创作以基因工程为基础的故事构想期间，编剧得到《档案》科学顾问安妮·西蒙（Anne Simon）的协助。卡特前往布卢明顿的印第安纳大学同西蒙的朋友见面，这位科学家能够改变苍蝇的基因，令其眼睛内长出腿来。卡特在完成角色“穆塔托”的创作后发现，漫画家马特·格勒宁之前已经为《辛普森一家》的漫画书创作过同名角色，只是发音不同。为此他主动与格勒宁联络，后者同意他使用这个名字。《档案》中三分之二的剧集属“每周怪物”（Monster-of-the-Week）系列作品，剧情相对独立，与同主线剧情的层层谜团没有联系，《科学怪人》便是其中之一:339。

### 演员

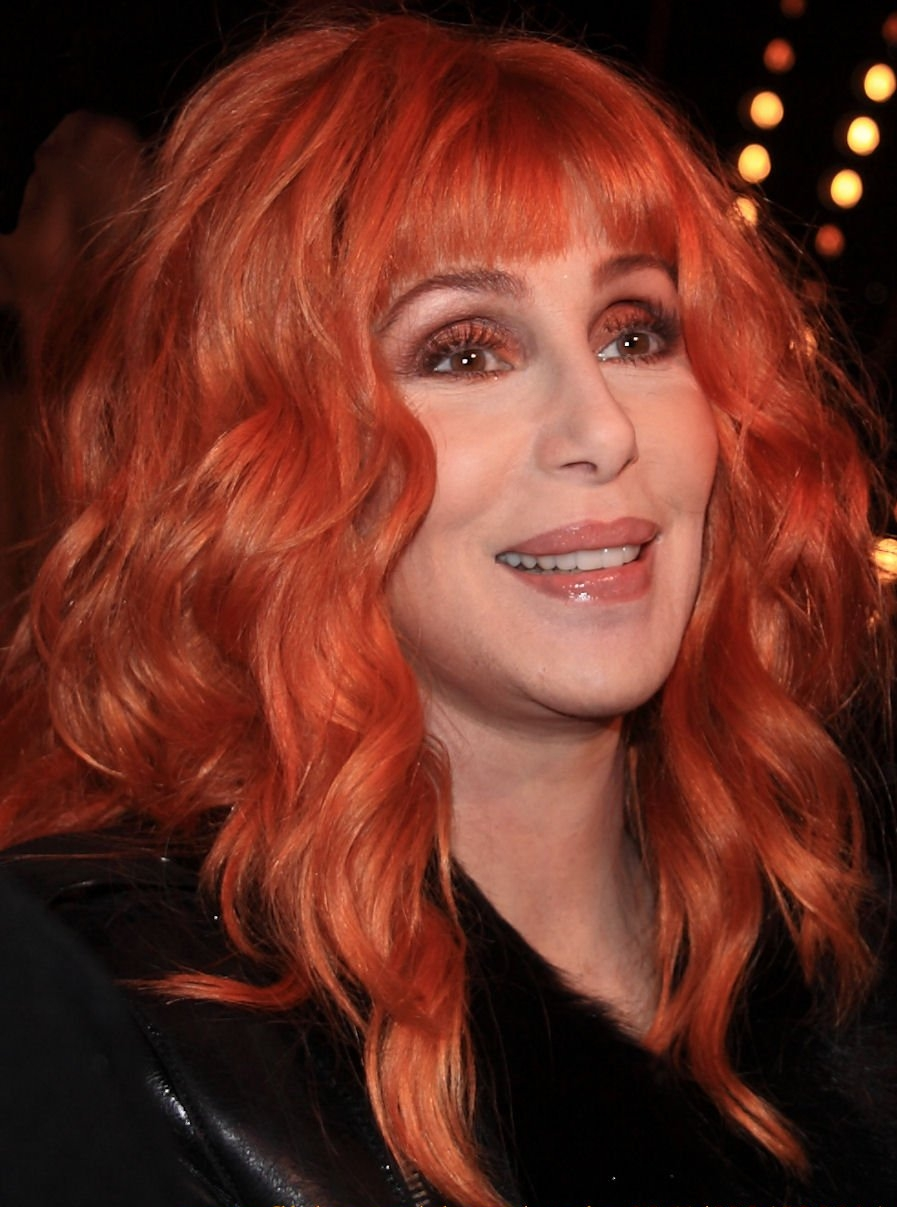
歌手雪儿在看过本集后对拒绝客串参与节目演出表示后悔。

雪儿的音乐作品在《科学怪人》中有重要地位，创作本集剧本前，卡特花了一个夏天时间聆听雪儿的唱片，对这位歌手已经有难以磨灭的印象。他知道雪儿同母异父的妹妹乔治安妮·拉皮埃尔（Georganne LaPiere）是《档案》的热心剧迷，还从拉皮埃尔口中得知雪儿也对这部电视剧很感兴趣，想要在剧中客串出镜。情景喜剧明星萝珊妮·巴尔也表示有意客串《档案》，卡特于是专为她创作出谢尼·贝尔科维奇一角，但巴尔在剧集拍摄期间无法腾出档期，所以改由帕蒂·蒂耶斯（Pattie Tierce）代替。雪儿也不愿在剧中以自己的真实身份出镜，对此她在剧集播出后表示后悔：“我本希望他们请我去演戏，但他们当时只是想请我去唱歌……我那时根本就不想去做什么本色演出，但看到（完成的剧集）后才追悔莫及。”她还说：“如果（早知道这集的）品质会这么高，我肯定会毫不犹豫地参演。”不过，雪儿同意剧中使用她的三首曲目，其中包括片尾名人模仿艺人特蕾西·贝尔（Tracey Bell）假扮雪儿在台上表演的歌曲《漫步孟菲斯》（Walking in Memphis），只是画面大多为远景镜头或是从人物背后摄制。:177虽然演员表明确写明剧中的雪儿是贝尔扮演，但雪儿的粉丝仍然认为她可能是用化名在剧中演出。谈话节目主持人杰里·斯普林格在《科学怪人》中以自己的真实身份客串演出，选择这几位客串演员都有违《档案》不请大牌明星客串出镜的长期传统:84–85。
《宋飞传》的主要演员约翰·奥赫利（John O'Hurley）已经参加过《档案》众多角色的试镜，但卡特此前一直觉得他不适合出演这部电视剧。但在为波里道利博士挑选演员期间，他又觉得奥赫利“绝对是完美人选”。饰演伊兹·贝尔科维奇的斯图尔特·盖尔（Stewart Gale）并非职业演员，遇到卡特时他正坐在卡车后面。盖尔的父亲起初怀疑卡特的真实身份，但最终还是同意让儿子跟随导演远赴温哥华参加演出。剧中伊兹的几个朋友也都是由没有演出经验的新手扮演，其中一个是《X档案》电影中的弄蛇人，该片的摄制周期同电视剧第五季重叠；另一位在卡特经常光顾的温哥华某咖啡店上班:84–85。
怪物穆塔托由克里斯·欧文斯（Chris Owens）诠释，他的本来相貌在化妆后已无法辨认。欧文斯此前已在第四季的两集中出演青年版癌人，之后还在剧中扮演常设角色杰弗里·斯彭德（Jeffrey Spender），同穆德一样是联邦调查局特工。:84–85欧文斯回忆试镜经历时称：“当时克里斯说，‘好啦，你看过《象人》吗……我想要的效果是尊严，他有尊严，但他无疑是基因突变的产物。’”欧文斯遵照卡特指示，尝试在试镜时表现出尊严，但卡特随后要求他再试一遍，这次“别再那么一幅自闭症的样子。”

### 摄制

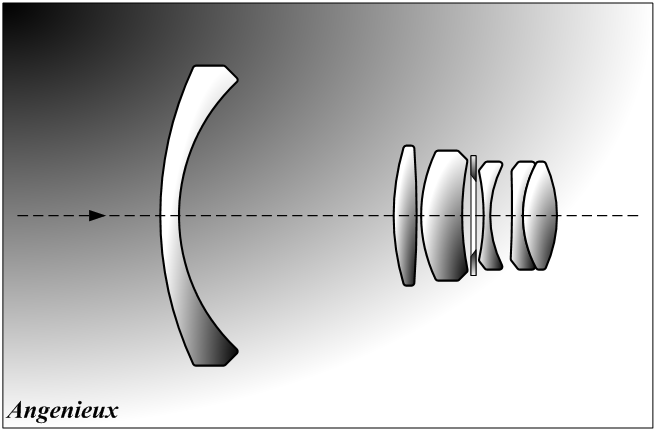
导演克里斯·卡特在拍摄本集时使用广角镜，以上是典型逆焦式广角镜的原理图。

《档案》的前五季都是在温哥华摄制，《科学怪人》也不例外。本集是卡特第三次出任剧集导演，他决定使用黑白胶片拍摄，以此向詹姆斯·惠尔致敬，但带来的难度要超出预期。为了营造适当的灰度效果，摄影师乔尔·兰塞姆（Joel Ransom）不得不花费更多时间完善照明环节。剧中风雨交加的天空属于视觉特效，旨在模仿电影《科学怪人》的氛围。卡特还在拍摄期间大量采用广角镜，令各演员之间的互动变成演员同镜头直接互动。在卡特看来，这样可以让本集与《档案》其他剧集相比更具超现实色彩。
怪物穆塔托一角的化妆是由视觉特效总监托尼·林达拉（Tony Lindala）设计并制作。穆塔托的面具先经平面设计反复修改，其中单图纸就有10至15幅，还有一次色彩还原。面具是用乳胶制成，上面有接续而成的第二张嘴，耗资达四万美元，每次化妆过程需要五到七小时。除面具外，克里斯·欧文斯还需戴上隐形眼睛和假牙。据欧文斯事后回忆，“化妆要花七个小时，然后我又要坐上三到四小时。现在（指拍摄时）我身处一片黑暗之中，只有一只眼能瞧得见，但就这一只眼睛也还要戴上老大的隐形眼镜。”剧组觉得最初的化妆效果“看起来太像人类”，所以又经过重新设计。
林达拉还为剧中《杰瑞·斯布林格秀》时出现的双胞胎婴儿制有“婴儿穆塔托”的化妆设计，但剧组难以将这些面具和衣服穿戴到婴儿身上。据林达拉回忆，“这些小宝宝总是不停地把头发扯掉，我们就一直忙着粘回去。”林达拉对《科学怪人》采用黑白镜头摄制感到高兴，因为这样可以让化妆效果更加真实，不易穿帮，还称拍成黑白片的决定对本集“恩同再造”。此外，他还把《科学怪人》的化妆递交美国电视艺术与科学学院，希望能获得艾美奖提名。

### 音乐和文化指涉
《科学怪人》的音乐由《档案》作曲家马克·斯诺（Mark Snow）谱写，他觉得这是自己在第五季中最好的作品。据斯诺所言，本集的主题音乐“非常黑暗、可怕，仿佛某种阴险而肮脏的圆舞曲。”:84–85这段主题音乐受到电影《象人》中约翰·莫里斯（John Morris）所创主题曲的显著影响。剧中另有雪儿演唱的三首歌曲，除《漫步孟菲斯》外，另外两首分别是《阳光不再灿烂》（The Sun Ain't Gonna Shine Anymore）和《吉普赛人，流氓和盗贼》（Gypsies, Tramps & Thieves）。剧尾两名特工带穆塔托去看演唱会时听到的歌曲就是《漫步孟菲斯》。穆塔托还在剧中观看雪儿出演的1985年电影《面具》（Mask），从雪儿扮演的母亲和患有基因性骨胳疾病的儿子之间的情感中寻求慰藉。剧集最后，两名特工带着穆塔托离开小镇去看雪儿的演唱会，雪儿还从众人中选出穆塔托，然后与他共舞。
本集包括多个文化指涉。首先，剧名源自雪莱原著的副标题《现代普罗米修斯》（The Modern Prometheus），同时又意指后现代主义思想学派。根据《牛津词典》解释，后现代主义意指美术、建筑和文艺批评中的风格和概念，其特点是自觉遵循早期的风格和习惯，对多种理论总体报持不信任态度。此外，剧中创造怪物的博士姓名与雪莱同时代作家兼医生约翰·威廉·波里道利非常接近，他在雪莱的原著中也有出现:341。剧中还有多句台词就是直接取自詹姆斯·惠尔1931年的电影《科学怪人》。

## 主题
《科学怪人》是《档案》剧集中同雪莱原著关系最密切的作品，第一季第16集《追命恶魔》（Young at Heart）和第六季第一集《开始》（The Beginning）也有受雪莱原著影响的痕迹。此外，《档案》的主线谜团主要围绕神秘政府组织展开，这些组织经藏身阴影中的领导人带领，获得外星人飞船后自行开展科技研究，制作人类和外星生命的杂交生物。本集还包含性和母性相关主题。电影研究作家林达·巴德利（Linda Badley）认为，本集和第四季的《故乡》不但预示斯嘉丽即将成为母亲，还点明她成为母亲的方式，在接下来的剧集《孤寂之旅上集》（Christmas Carol）和《下集》（Emily）中，斯嘉丽就得知她曾在被绑架期间生下人类与外星人混血的女儿艾米莉（Emily）。黛安·内格拉（Diane Negra）在著作《灰白好莱坞：美国文化和民族女性的明星地位》（Off-White Hollywood: American Culture and Ethnic Female Stardom）中指出，虽然穆塔托是在没有得到对方同意、甚至根本不知情的情况下令谢尼·贝尔科维奇和伊丽莎白·波里道利怀孕，但以此就把这个怪物视为强奸犯仍然“过于简单粗暴”，因为两名女性都“渴望通过非常规手段得到孩子:177。”所以，穆塔托的行为令两女得偿所愿，一定程度上可以视为通过瞬间的魔法解决迫在眉睫的问题:177。
艾里克·邦帕斯（Eric Bumpus）和蒂姆·莫兰维尔（Tim Moranville）在合著的《停火，战争结束了！》（Cease Fire, the War Is Over!）一书中指出，《科学怪人》乃至整部《档案》都是对“现代自然主义”的否决和对“后现代神秘超自然主义”的认同。在两人看来，传统“伟大科幻作品”中的那些怪物往往一经创造就会四下疯狂生事，但本集中的穆塔托却堪称“可爱的成功创造”。此外，剧中印第安纳州小镇上的居民代表“到头来……那些满身心投入宗教信仰的人们都是对的。”邦帕斯和莫兰维尔认为，这些居民就是剧集中的“二号英雄”，仅次于头号英雄穆塔托。
虽然雪儿本人没有参加本集演出，但剧情中还是有很多同她有关的细节:176。内格拉认为，雪儿“华丽且个人风格十足”的形象就是“自我改造可能性”的隐喻:176–177。此外，观众能够通过《漫步孟菲斯》等歌曲听到雪儿的声音，这又同“规避父权制”的理念有关:177。内加拉还指出，穆塔托同女性发生性接触时响起的也是雪儿的音乐，在他看来，这些视觉和听觉元素相结合，旨在提醒观众，他们已经进入秩序颠倒的狂欢境界:177。《影音俱乐部》的托德·范德韦尔夫（Todd VanDerWerff）认为，《科学怪人》末尾的演唱会并非剧情的真实结局，而是漫画书作者伊兹·贝尔科维奇同穆德交流后精心创作且颇显怪诞的快乐结局。从这个角度来看，本集已经抛弃甚至超越逻辑和现实。网站的梅根·迪恩斯（Meghan Deans）甚至觉得，根据片头翻开漫画书的境头、以及“快乐结局”和众多文化指涉判断，至少从严格的逻辑角度来说，整集剧情都只是从未发生过的幻想。

## 反响

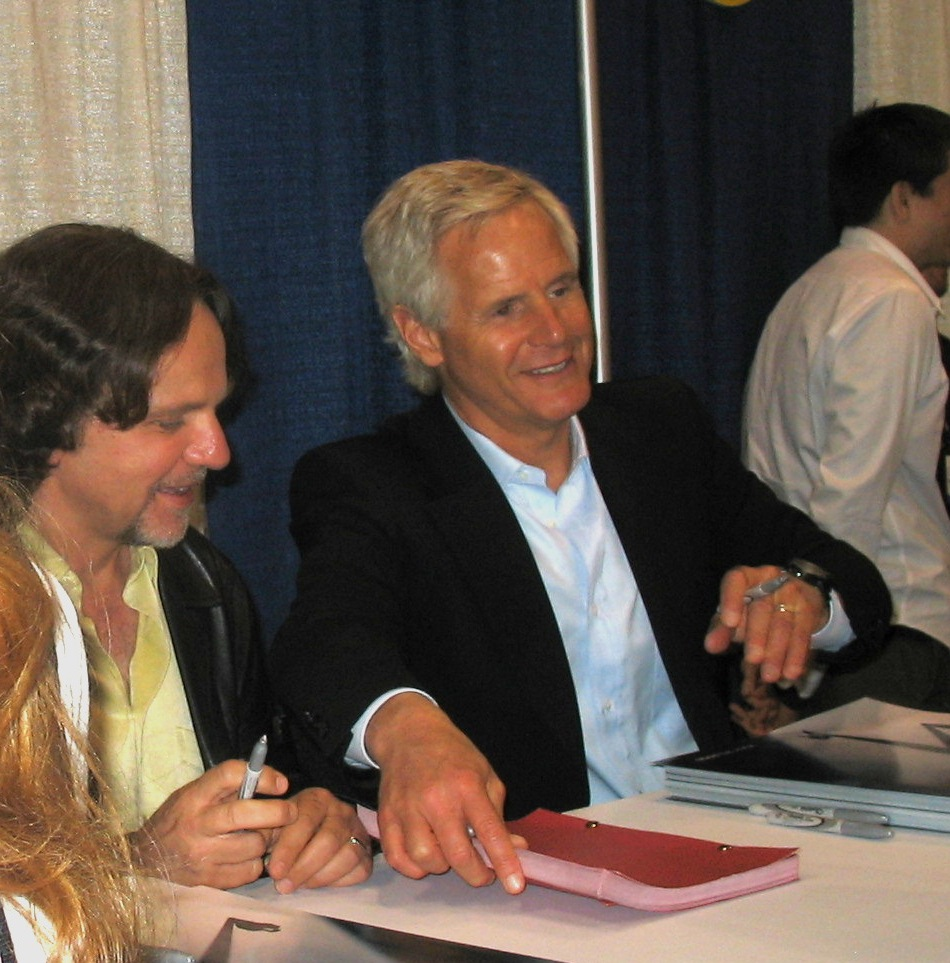
克里斯·卡特在第50届黄金时段艾美奖角逐中获杰出编剧和杰出导演奖提名

### 收视成绩
《科学怪人》于1997年11月30日通过福克斯电视网在美国首播，再于1998年3月29日经天空第一台在英国播映:84–85节目的尼尔森家庭收视比率为11.5，收视率16，意即所有装有电视的美国家庭中有11.5%收看本集，当时就在看电视的观众则有16%选择《科学怪人》，观众总人数约为1868万:284，在该周美国所有电视节目中排第十一。

### 评价
本集获得评论界的普遍好评。奈特里德通讯员迈克·达菲（Mike Duffy）对剧集整体持正面态度，称节目虽然颇为特别，但不会让人感觉这都是哗众取宠的鬼花招。他在文中写道：“许多节目都喜欢大放‘非常特别的剧集’这类宣传烟雾，但其中难免会有好莱坞的故弄玄虚，仿佛华而不实大吹法螺的鬼花招。但事实证明，这部略有经典恐怖片《科学怪人》痕迹、号称‘非常特别黑白剧集’的作品实际效果甚佳，《档案》主创人克里斯·卡特把这个故事讲述得精彩纷呈。”《莫比尔登记报》（Mobile Register）发文称，《科学怪人》“同《档案》最优异的剧集一样，将恐怖同大量幽默融为一体。”《娱乐周刊》的迈克尔·索特（Michael Sauter）在回顾第五季时称赞《科学怪人》是其中“最动人的”独立剧集。托德·范德韦尔夫给予本集的评分为（最高+），在他看来，虽然剧情有些“愚蠢”，大部分人物都流于俗套，但节目依然令人满意。弗朗西斯·达斯（Francis Dass）于2000年在《新海峡时报》（New Straits Times）发文，称赞《科学怪人》是“有趣的剧集。”
《沙山记者报》（Sand Mountain Reporter）的莱昂内尔·格林（Lionel Green）称本集是《档案》最佳剧集，拥有“全剧最令人振奋的结局之一。”埃里克·明克在《纽约每日新闻》撰文，给予本集四星评价，称其是表现相对薄弱的前五季中最出彩的其中一集，还赞扬两位主角的演出完美无缺，克里斯·欧文斯对穆塔托的诠释更是感人。在他看来，“有雪莱的经典作品珠玉在前，卡特和福克斯公司又创作出他们自己的经典。”《科珀斯克里斯蒂来电时报》（Corpus Christi Caller-Times）的伊莱恩·莱纳尔（Elaine Linere）觉得《科学怪人》的剧本堪称“神来之笔”，即便是在这部一直引人入胜、坚持创新的电视剧中也堪称经典，还特别称赞节目“感人而浪漫”的结局。《波士顿环球报》（The Boston Globe）的马修·吉尔伯特（Matthew Gilbert）称本集自始至终都令人难忘，其中非凡的视觉特效和黑白镜头营造的独特气氛值得称道。吉尔伯特还特别称赞卡特在剧本创作和执导方面的贡献，称他在戏剧冲突、不着痕迹的幽默和难以捉摸的机智之间保持良好平衡。《纽约》（New York）杂志刊出玛格丽特·莱昂斯（Margaret Lyons）的评论，称《科学怪人》身处历史上最优秀的电视剧集之列。《帝国杂志》的尼克·德赛姆伦（Nick De Semlyen）和詹姆斯·怀特（James White）把本集在《档案》所有剧集中排名第五，称赞卡特“玩出风格、玩出花样，把整集转变成向所有怪物电影充满爱意的致敬，特别是詹姆斯·惠尔1931年版的《科学怪人》。”1999年，在感恩节连续播映剧迷推选的《档案》剧集，其中《科学怪人》是“最佳独立剧集”《迈阿密先驱报》（The Miami Herald）的康妮·奥格勒（Connie Ogle）称穆塔托是《档案》历史上“最伟大的怪物”之一。
罗伯特·谢尔曼（Robert Shearman）和拉斯·皮尔逊（Lars Pearson）的著作《希望相信：档案批判指南，千禧年与孤胆枪手》（Wanting to Believe: A Critical Guide to The X-Files, Millennium & The Lone Gunmen）对本集评分不佳，仅有两星（最高五星），对剧中多种要素提出批评。书中称，克里斯·卡特的剧本构想虽融轻松、俏皮和魅力于一身，但他的导演水平显然没有跟上，导致节目太着痕迹而且非常枯燥，变得索然无味。两人称赞剧中镇民仿佛《档案》观众的构思，但对漫画书式的背景设定不以为然，觉得这样的后现代主义风格未免不合情理，因为漫画中有动作，是用动作来实现画面过渡，但电视剧中这样处理却只能显现出懒惰和自我放纵。杂志的保拉·维塔里斯（Paula Vitaris）对节目的评价也不佳，评分一星半（最高四星）。在她看来，剧中空有大堆情境和惯例，但这些内容间缺乏联系，导致情节流于形式，无法达成理想的情绪效果。她还批评剧中把各个角色同多种动物相比较的桥段，觉得镜头有些过火，并且最终的结局太做作，缺乏真情实感。

### 荣誉
《科学怪人》在1998年的第50届黄金时段艾美奖角逐中获七项提名，除克里斯·卡特获杰出导演和编剧奖提名外，还有艺术指导、摄影、单剧剪辑、化妆和配乐奖提名，最终格雷姆·穆雷（Graeme Murray）、格雷格·洛温（Greg Loewen）和雪莉·英格特（Shirley Inget）拿下艺术指导奖。此外，卡特还获得美国导演协会的杰出导演奖提名。:282